# Glup
Glup és una pel·lícula d'animació en 3D basca del 2003 produïda per Irusoin i Dibulitoon, i dirigida per Aitor Arregi i Iñigo Berasategui i que vol inculcar als més petits valors educatius sobre el reciclatge. Ha estat traduïda al català. La banda sonora compta amb dues cançons cantades per Ainhoa, guanyadora de la segona edició d'Operación Triunfo.

## Sinopsi
En un abocador ple d'escombries, aquestes lluiten per sobreviure en un ambient que sembla una jungla de muntanyes d'objectes inservibles que són enganyats pel mesquí Don Bater i acaben als budells del temible Forn Incinerador. Tanmateix, una maldestre gavardina de detectiu anomenada Glup i la seva colla sobreviuen i planten cara a Don Banter. Però ara, a més, troben una nena, Alicia, que ha aparegut a l'abocador per accident i no sap com tornar a casa.

## Nominacions
Fou nominada al Goya a la millor pel·lícula d'animació de 2003.